# Klaipėda University Team Žuvėdra
Das Klaipėda University Team Žuvėdra ist eine Lateinformation aus Litauen. Sie gehört zu den besten der Welt und war siebenmal Welt- und neunmal Europameister.
Das Team geht zurück auf eine Mitte der 1960er-Jahre in einem Kulturzentrum in Klaipėda gegründete Volkstanzgruppe. Neben Volkstänzen wurden auch lateinamerikanische Tänze getanzt und eine Lateinformation gegründet. Heute gehören die Lateinformationen „Žuvėdra“ zur Fakultät der Künste an der Universität Klaipėda, die Tänzer rekrutieren sich überwiegend aus den Studenten der Universität. 
1989 nahm das Team erstmals an einer Weltmeisterschaft der Lateinformationen teil und belegte den 7. Platz. Seit 1994 belegte das Team bei den Weltmeisterschaften der Lateinformationen ununterbrochen einen der Medaillenplätze, seit 1995 auch bei den Europameisterschaften. 1996 trat das Klaipėda University Team Žuvėdra erstmals mit zwei Teams bei Welt- und Europameisterschaften der Lateinformationen an.
2014 trat das Klaipėda University Team Žuvėdra nicht mehr zu internationalen Wettkämpfen an, nachdem nach einer Änderung der Hochschulregeln der Universität Klaipėda keine Formation mehr zusammengestellt werden konnte, die zu großen Teilen aus Studenten der Universität bestand.
Trainer des Klaipėda University Team Žuvėdra waren das Ehepaar Ona Skaistutė-Idzelevičienė und Romaldas Idzelevičius.

## Titel
- Weltmeister: 1999, 2002–2005, 2008, 2011
- Vizeweltmeister: 1996, 2000, 2001, 2006, 2007, 2009, 2012
- Europameister: 1999, 2001, 2003–2006, 2009, 2012, 2013
- Vizeeuropameister: 1995–1997, 2000, 2002, 2007, 2008, 2010, 2011